# Mazureik
Mazureik Lima Maciel, noto semplicemente come Mazureik (João Pessoa, 23 febbraio 1963), è un ex giocatore di calcio a 5 brasiliano, campione del mondo con la nazionale brasiliana nel 1992.

## Carriera
Mazureik fu convocato, come riserva del titolare Serginho, al FIFA Futsal World Championship 1992 in cui il Brasile vinse il secondo titolo mondiale. Fu il primo portiere a indossare la maglia numero 10 della nazionale brasiliana. 

## Palmarès
- Campionato mondiale: 1
Hong Kong 1992